# Kalangan (Pandan)
Kalangan is een bestuurslaag in het regentschap Tapanuli Tengah van de provincie Noord-Sumatra, Indonesië. Kalangan telt 7965 inwoners (volkstelling 2010).